# 모양

각기 다른 모양의 예.

모양 또는 외형은 물체나 공간, 영역의 경계가 되는 면의 모습, 또는 그 영역의 생김새를 말하며 재질이나 색 등 다른 성질을 갖지 않는 경우를 말한다.

## 같이 보기
- 도형